# Leo Duyndam
Leo Duyndam (Poeldijk, 2 januari 1948 – Tourrettes-sur-Loup, 26 juli 1990) was een Nederlands wielrenner.

## Biografie
In 1966 werd de op dat moment 18-jarige Duyndam door de KNWU nog te jong geacht voor een proflicentie, maar eind 1967 maakte hij de overstap alsnog. Reeds in zijn eerste jaar werd hij geselecteerd om in de Nederlandse wielerploeg onder leiding van Ab Geldermans de Ronde van Frankrijk te rijden. Een achillespeesblessure gooide echter roet in het eten en Duyndam werd vervangen door Harm Ottenbros. In dat jaar werd Duyndam Nederlands kampioen achtervolging en won hij de Ronde van Belgisch Limburg en de eerste etappe in Parijs-Nice.
Duyndam won in zijn loopbaan zestien zesdaagsen, de meeste met zijn landgenoot René Pijnen. In 1972 won hij een etappe in de Ronde van Frankrijk. Nadat hij op 28-jarige leeftijd zijn carrière beëindigde, emigreerde hij naar Tourrettes-sur-Loup in Zuid-Frankrijk en werd zakenman. Duyndam overleed op 42-jarige leeftijd toen hij in het zwembad bij zijn huis een hartaanval kreeg.

## Belangrijkste overwinningen
1966
- 4e etappe Olympia's Tour
- 6e etappe Olympia's Tour

1967
- Omloop der Kempen
- 3e etappe Ronde van de Toekomst

1968
- Nederlands kampioen achtervolging, Elite (baan)
- Ronde van Limburg (België)
- 1e etappe Parijs-Nice
- Zesdaagse van Gent (met Peter Post)

1969
- 1e etappe deel B Parijs-Nice
- Elfstedenronde

1970
- Ronde van Noordwest-Zwitserland
- Nederlands kampioen achtervolging, Elite (baan)
- Nederlands kampioen clubteams

1971
- Zesdaagse van Antwerpen (met René Pijnen en Peter Post)

1972
- Zesdaagse van Rotterdam (met René Pijnen)
- Zesdaagse van Antwerpen (met René Pijnen en Theo Verschueren)
- 6e etappe Ronde van Frankrijk
- Zesdaagse van Berlijn (met René Pijnen)
- Zesdaagse van Frankfurt (met Jürgen Tschan)

1973
- Europees kampioen koppelkoers, Elite (met René Pijnen)
- Zesdaagse van Rotterdam (met René Pijnen)
- Zesdaagse van Antwerpen (met Gerard Koel en René Pijnen)
- Zesdaagse van Londen (met Gerben Karstens)
- Zesdaagse van München (met René Pijnen)
- Zesdaagse van Zürich (met Piet de Wit)

1974
- Nederlands kampioen omnium, Elite
- Zesdaagse van Bremen (met René Pijnen)
- Zesdaagse van Rotterdam (met René Pijnen)
- Zesdaagse van Herning (met Ole Ritter)

1975
- Zesdaagse van Rotterdam (met Gerben Karstens)
- Zesdaagse van Herning (met Ole Ritter)

## Resultaten in voornaamste wedstrijden
| Jaar | Ronde van Italië | Ronde van Frankrijk | Ronde van Spanje |
| ---- | ---------------- | ------------------- | ---------------- |
| 1968 |                  |                     |                  |
| 1969 |                  |                     |                  |
| 1970 |                  | opgave              |                  |
| 1971 |                  |                     | opgave           |
| 1972 |                  | opgave (1)          |                  |

| Jaar | Milaan-San Remo | Parijs-Roubaix | Parijs-Tours |
| ---- | --------------- | -------------- | ------------ |
| 1968 | 114e            |                |              |
| 1969 |                 | 25e            | 11e          |
| 1970 | 136e            | 37e            | 23e          |
| 1971 |                 |                | 75e          |
| 1972 |                 | 47e            |              |

Wielerploegen van Leo Duijndam
Andrade · 
Bellone ·
Bellouis ·
Campanier · 
Duijndam (tot 31/05) ·
Fin ·
Julien ·
Largeau ·
Le Guilloux ·
Martin ·
Masson ·
Mattioda ·
Millard ·
Noguès ·
Pitard ·
Tosi ·
Vianen ·
Wright ·
Zoetemelk
Aling · 
Benjamins ·
Beurskens ·
Blok · 
Broere ·
Bruessing ·
van Doorn ·
Duijndam ·
Hulzebosch ·
van der Meijden ·
Priem ·
de Vlam ·
Westrus
Alaimo ·
Allan ·
Becker · 
Beurskens ·
Blok · 
De Bisschop ·
Duijndam ·
F. den Hertog ·
N. den Hertog ·
Hulzebosch ·
Kamper ·
van Katwijk ·
van der Meijden ·
Ottenbros ·
Poppe ·
Priem ·
H. Prinsen ·
W. Prinsen ·
Schoeters ·
Segers ·
Smit ·
van Tol ·
de Vlam ·
Westrus